# ایکس فاکتور (مجموعه تلویزیونی ایالات متحده آمریکا)
ایکس فاکتور آمریکایی (به انگلیسی: The X Factor، به معنی:توانایی و استعداد ویژه) یک برنامه آمریکایی است که به دنیال استعدادهای خوانندگی می گردد و برنده مبلغ ۵ میلیون دلار از اپیک رکوردز جایزه می‌گیرد. این برنامه از ۲۱ سپتامبر ۲۰۱۱ شروع به کار در شبکه رسانه‌ای فاکس کرد. این برنامه شبیه امریکن آیدل و ایکس فاکتور انگلیسی می‌باشد. رقابت در این مسابقه باز است و محدودیت سنی ندارد. هر یک از داوران به یکی از گروه‌های چهارگانه ملحق می‌شود که عبارت اند از : گروه دختران بین ۱۲ تا ۲۹ ، گروه پسران بین ۱۲ تا ۲۹ و گروه‌های دختران و پسران بالای ۳۰.هر داور با یک گروه کار خواهد کرد و به گروه درباره انتخاب نوع آهنگ ، نوع صحنه و ... کمک می‌کنند.

در فصل دوم این مسابقه بریتنی اسپیرز ودمی لواتو به جمع داوران پیوستند.

## تاریخ
اگر چه که آمریکن آیدل به یک برنامه موفقیت‌آمیز تبدیل شد و هشت فصل آن به‌طور متوالی برنامه درجه ۱ ایالات متحده بود ، اما نسخه بریتانیایی آن ، پاپ آیدل چندان موفقیت‌آمیز نبود. سایمون کاول که در پاپ آیدل داور بود میخواست برنامه‌ای تحت حقوق خودش بسازد. سری اول پاپ آیدل موفق بود و همچنین سری دوم آن ، اما در آخر برنامه ، بینندگان کاهش پیدا کردند. برخی - از جمله پیت واترمن ، اعتقاد داشتند که میشل مک مانوس ، برنده نالایق است.
در سال ۲۰۰۴ پاپ آیدل به پایان رسید و آی‌تی‌وی اعلام کرد که یک برنامه جدید تر ، توسط داور پاپ آیدل ، سایمون کاول بدون دخالت سایمون فولر ساخته می‌شود — ایکس فاکتور

بعد در آوریل سال ۲۰۰۹ ، گزارش‌هایی رسید که ظاهراً ، سایمون کاول در حال راه اندازی ایکس فاکتور برای ایالات متحده ، بعد از تمام شدن قراردادش در فصل نهم آمریکن آیدل است. براساس قرار داد او ، سایمون از راه اندازی ایکس فاکتور به عنوان رقیبی برای آمریکن آیدل ممنوع شده‌است. در سپتامبر ، فاکس ، شبکه پخش‌کننده آمریکن آیدل ، قرارداد پخش نسخه آمریکایی ایکس فاکتور را امضاء کرد.

در ۱۱ ژانویه ۲۰۱۲ ، نیوز کورپوریشن ( به همراه تایمز در بریتانیا و فاکس نیوز در آمریکا) اعلام کردند که سایمون کاول پس از پایان فصا نهم آمریکن آیدل ، برای راه اندازی ایکس فاکتور از برنامه خارج می‌شود. همچنین او یک قرار داد بلند مدت با سونی میوزیک بسته بود، که در بریتانیا از هنرمندان برنده در مسابقه حمایت می‌کرد و الان او این کار را در ایکس فاکتور انجام می‌دهد.

در نوامبر سال ۲۰۱۰ ، فاکس شروع به پخش آگهی‌های بازرگانی برای این برنامه کرد. همچنین در دومین تبلیغ کتی پری ، جاستین بیبر ، آشر ، لیدی گاگا ، بلک آید پیز ، پوسی‌کت دالز و مدونا نشان داده شده بودند ، که برای همین گمانه زنی‌ها رو به آن رفت که سایمون کاول هم در هیئت داوران است.

ایکس فاکتور در ایالات متحده آمریکا و کانادا در تاریخ ۲۱ سپتامبر ۲۰۱۱ به نمایش در آمد.

## قالب

### دسته بندی‌ها
این برنامه در درجه اول ، به شناسایی استعداد آوازخوانی مربوط است هرچند که ظاهر ، شخصیت ، اجرا و رقص هم به مرور اهمیت پیدا می‌کند . هر داور مسئول یکی از گروه‌ها می‌شود ؛ در فصل اول این دسته بندی‌ها موجود بود : "دختران" ( ۱۲ تا ۲۹ سال) ، "پسران" ( ۱۲ تا ۲۹ سال) ، "بالای سی سال" ( به صورت انفرادی ) و "گروه ها" ( دو نفره به بالا) . در فصل دوم این دسته بندی تغییر پیدا کرد و به این شکل در آمد : دختران ، پسران به "نوجوانان" (انفرادی ۱۲ تا ۱۷ سال) تغییر پیدا کرد و گروه "جوانان" (انفرادی ۱۸ تا ۲۴ سال) و گروه "بالای ۲۵ سال" شکل گرفت و "گروه ها" هم بدون تغییر باقی‌ماند. هر یک از داوران به یکی از این گروه‌ها می پیوندند و به هنرمندان آن گروه در انتخاب ترانه ، طراحی صحنه و رقص و غیره کمک می‌کنند.

### مراحل
۵ مرحله برای رقابت در این مسابقه وجود دارد:
- مرحله اول : امتحان تهیه کنندگان
- مرحله دوم : امتحان داوران
- مرحله سوم : بوت کمپ
- مرحله چهارم : خانه ی داوران
- مرحله پنجم : اجرای زنده

## پخش جهانی
این برنامه از کشورهای مختلف جهان چون: برزیل ، بلغارستان ، کانادا ، استونی ، دانمارک ، قبرس ، فنلاند ،یونان ، مجارستان ، هند ، اندونزی ، ایرلند ، اسرائیل ، ژاپن ، آمریکای لاتین ، مالزی ، نیوزیلند ، لهستان ، روسیه ، سنگاپور ، اسلوواکی ، آفریقای جنوبی ، ترینیداد و توباگو ، بریتانیا در حال پخش است.